# Osowiec (województwo warmińsko-mazurskie)
Osowiec – wieś w Polsce położona w województwie warmińsko-mazurskim, w powiecie iławskim, w gminie Lubawa.
W latach 1975–1998 miejscowość administracyjnie należała do województwa olsztyńskiego.
W 1878 w Osowcu urodził się Jan Bohuszewicz (zm. 1935) – polski malarz.